# 강원특별자치도교육청교직원수련원
강원특별자치도교육청교직원수련원(江原特別自治道敎育廳敎職員修鍊院)은 교직원의 자질향상과 후생복지증진을 위하여 대한민국 강원특별자치도교육청 산하에 설치된 소속기관이다.